# Lars Törnman
Lars Göran Törnman, född 6 maj 1951 i Nedre Soppero i Vittangi församling, är en svensk politiker (socialdemokrat). Han har tidigare varit gruvarbetare, fackföreningsman och partiledare för ett lokalpolitiskt parti i Kiruna kommun.

## Politisk karriär
Törnman blev 1989 ordförande för Svenska Gruvindustriarbetareförbundets avdelning 12 (”Gruvtolvan”), då han ersatte den sittande aktiva socialdemokraten och röstades in under stormiga former. 1990 ersattes övriga socialdemokrater i fackklubbstyrelsen med politiskt obundna ledamöter, och inför 1991 års val drog Gruvtolvan in sitt tidigare traditionella stöd för Socialdemokraterna med motiveringen att de inte förde en arbetarvänlig politik.
Från denna tid härrör också öknamnet "Soppero-Jesus" ibland även ”Jesus från Soppero”, en beteckning som första gången förekom i Kirunas nyårsrevy 1990/91.
År 1994 bildade Törnman, då fortfarande ordförande för Gruvtolvan, Kirunapartiet tillsammans med Lars Winsa och kom in i Kiruna kommunfullmäktige där de blev det största partiet (33% jämfört med Socialdemokraternas 29%). I samband med detta blev Törnman utesluten ur Socialdemokratiska arbetarepartiet. Törnman var Kirunas enda kommunalråd under mandatperioden 1994–1998. Mandatperioden efter, 1998–2002, delade Törnman och socialdemokraten Harald Ericson på uppdraget.
Inför valet 2002 bildade Törnman Norrbottenspartiet tillsammans med representanter från Kirunapartiet och Norrbottens Sjukvårdsparti. Syftet var att ta sig in i riksdagen med hjälp tolvprocentsspärren inom en valkrets. Försöket misslyckades eftersom Norrbottenspartiet bara erhöll 9,1 procent av rösterna.
Genom överenskommelser med Vänsterpartiet och Miljöpartiet de gröna hade Kirunapartiet majoritet i kommunfullmäktige under inledningen av mandatperioden 2002–2006 och Törnman åter som ensamt kommunalråd. Kommunens styrande gruppering med Lars Törnman avgick 31 december 2003 sedan en avhoppad kirunapartist i fullmäktige orsakat att ett budgetförslag inte antogs.
Därefter var Törnman oppositionspolitiker fram till 2008 när han åter blev kommunalråd, då tillsammans med socialdemokraternas Kenneth Stålnacke. Den 10 januari 2010 avgick Törnman som ordförande för Kirunapartiet för att ånyo bli medlem i Socialdemokratiska arbetarepartiet. Från 2019 är Törnman ledamot i Tekniska verken i Kiruna.